# Antenne Niedersachsen
Antenne Niedersachsen est une radio privée régionale de Basse-Saxe, Brême et Hambourg.

## Histoire
La radio commence à émettre en 1990 dès qu'elle obtient sa licence qui est renouvelé en 1999 pour dix ans. Peu de temps après, le nom de la radio change et devient "Antenne. Das Radio" pour éviter toute confusion avec la radio publique NDR 1 Niedersachsen. Antenne Niedersachsen est après Radio ffn la deuxième station de radio privée en Basse-Saxe. En 1996, dans le cadre d'une réorganisation, le nom change de nouveau pour être Hit-Radio Antenne. En 2007, il devient Hit-Radio Antenne Niedersachsen, pour se différencier de Hit-Radio Antenne Bremen diffusé à Brême après l'obtention d'une licence de diffusion locale. Le 19 août 2013, on garde uniquement Antenne Niedersachsen.

## Programme
Antenne Niedersachsen diffuse des programmes musicaux et d'informations. Le programme musical est de l'Adult contemporary et s'adresse à un public de 30 à 54 ans en diffusant les succès des années 1970, 1980 et 1990. À la 55e minute, elle diffuse un bulletin d'informations régionales, nationales et internationales.
Début novembre 2006, Antenne Niedersachsen signe un accord avec la Bundesliga pour diffuser les matchs à domicile du Hanovre 96 dans un rayon de 25 km autour de la ville. Cette fréquence sert aussi à des événements spéciaux tels que la fête de tir, le marché de Noël ou le CeBIT.
Antenne Niedersachsen est un partenaire médiatique du VfL Wolfsburg et du Basketball Löwen Braunschweig.

### Source de la traduction
- (de) Cet article est partiellement ou en totalité issu de l’article de Wikipédia en allemand intitulé « Antenne Niedersachsen » (voir la liste des auteurs).